# Суперлига Европе у фудбалу
Суперлига (енгл. The Super League; званични назив: European Super League Company, S.L.), такође позната и као Европска суперлига или Суперлига Европе (енгл. European Super League), било је планирано сезонско фудбалско такмичење у којем би се надметала одабрана група водећих европских фудбалских клубова. У априлу 2021. године, после много нагађања о могућем оснивању оваквог турнира, дошло је до званичне потврде о стварању Европске суперлиге.
Суперлигу Европе је основало дванаест клубова, а очекивало се да се истој придруже још три (поред поменутих дванаест клубова оснивача). Ових петнаест тимова требало је да постану стални чланови Суперлиге, а још пет тимова могло је да се пријави за учешће сваке наредне године, што би зависило од њихових достигнућа у претходној сезони. Требало је такмичење да почне „чим то буде било могуће”, а очекивало се да преговори почну пре или током августа 2021. године.
Флорентино Перес је био председник овог такмичења.

## Историја

### Зачетак идеје
Предлози за стварање Европске суперлиге датирају још од 1998. године, када је италијанско предузеће Media Partners изнела идеју. Међутим, она није прошла након што се Уефа сложила за проширење најјачег европског клупског такмичења, Лиге шампиона. Током наредне две деценије, били су изнети различити предлози, али без резултата.

### Најава о покретању суперлиге
Европска суперлига је најављена 18. априла 2021. године путем заједничког саопштења клубова који су и оснивачи турнира. Саопштење је стигло уочи састанка Извршног комитета Уефе, који је одлучивао о намери проширења и реформе Лиге шампиона од сезоне 2024/25, како би се повећао број утакмица и прихода у том такмичењу, после притисака елитних европских клубова.
Поред мушког такмичења, планирало се оснивање и посебне суперлиге за жене.

## Клубови оснивачи
Дванаест клубова проглашено је оснивачима Суперлиге, а требало је још три да им се придруже у будућности. На списку тимова налази се шест енглеских клубова, као и три италијанска и шпанска клуба. Требало је укупно петнаест тимова да буду стални учесници Суперлиге. Међу оснивачима Суперлиге није било клубова из Немачке и Француске. Клубови који су одбили да се придруже такмичењу су, између осталих, Бајерн Минхен, Париз Сен Жермен, Борусија Дортмунд, Лајпциг и Порто.
- Арсенал (повукао се 20. априла 2021)[7]
- Ливерпул (повукао се 20. априла 2021)[8]
- Манчестер јунајтед (повукао се 20. априла 2021)[9]
- Манчестер сити (повукао се 20. априла 2021)[10]
- Тотенхем хотспер (повукао се 20. априла 2021)[11]
- Челси (повукао се 21. априла 2021)[12]
- Интер Милано (повукао се 21. априла 2021)[13]
- Јувентус
- Милан (повукао се 21. априла 2021)[14]
- Атлетико Мадрид (повукао се 21. априла 2021)[15]
- Барселона
- Реал Мадрид

## Облик такмичења
На турниру ће учествовати двадесет тимова, укључујући петнаест клубова оснивача. Преосталих пет места биће распоређено преко механизма квалификација на основу резултата свих осталих тимова у претходној сезони. Планирано се да турнир почиње у августу, а тимови који учествују биће подељени у две групе од по десет. Утакмице ће се играти средином недеље како би клубови и даље могли да учествују у својим националним лигама. Три најбоља клуба из сваке групе пласираће се у четвртфинале, док ће четвртопласирани и петопласирани из сваке групе играти бараж како би се одредио последња учесник четвртфинала. Четвртфинални и полуфинални сусрети чиниће две утакмице. Предвиђено је да се крајем маја одигра финале Суперлиге коју чини једна утакмица на неутралном терену.

## Финансије
Клубови који су оснивачи такмичења добиће 3,5 милијарди евра за своје инфраструктурне планове и борбу против утицаја пандемије ковида 19. Суперлига је најавила знатно већи економски раст и подршку за европски фудбал кроз дугорочну обавезу неограничених солидарних уплата које ће расти како се лига буде развијала. Лига такође предвиђа да ће солидарне уплате надмашити укупни ниво тренутних европских такмичења и да ће прећи границу од 10 милијарди евра.
Америчка банка, JPMorgan, саопштила је да ће финансирати пројекат Европске суперлиге.

## Руководство
Потврђено је да ће следеће личности бити руководиоци такмичења.
| Улога         | Име и презиме     | Друге улоге                      |
| ------------- | ----------------- | -------------------------------- |
| Председник    | Флорентино Перес  | Председник Реал Мадрида          |
| Потпредседник | Андреа Ањели      | Председник Јувентуса             |
| Потпредседник | Џоел Глејзер      | Супредседник Манчестер јунајтеда |
| Потпредседник | Џон Вилијам Хенри | Власник Ливерпула                |
| Потпредседник | Стен Кронке       | Власник Арсенала                 |

## Пријем
Најава о покретању Суперлиге није нашла на претерано одобравање међу другим фудбалским организацијама. Између осталих, негативно су реаговали Уефа, Фифа, Асоцијација европских клубова, Фудбалски савез Енглеске с Премијер лигом, Фудбалски савез Италије са Серијом А, Фудбалски савез Шпаније с Ла лигом као и Фудбалски савези Немачке и Француске. Уефа је објавила да ће играчима који буду играли у Европској суперлиги бити забрањено учествовање на свим другим такмичењима на домаћем, европском или светском нивоу. Први човек Уефе, Александар Чеферин, такође је потврдио да ће умешаним играчима бити забрањено представљање својих репрезентација на међународним утакмицама; Чеферин је изјавио да играчи из Суперлиге сигурно неће моћи да играју на Европском и Светском првенству. Фифа је такође саопштила да неће признати Суперлигу.
Асоцијација европских клубова, чији је тадашњи председник Андреа Ањели тренутни потпредседник Суперлиге, одржала је ванредни састанак и накнадно најавила противљење плану овом новом такмичењу. Ањели (који је такође био члан Извршног одбора Уефе) и клубови оснивачи Суперлиге нису присуствовали том састанку. Ањели је потом дао оставку на месту председника у Асоцијацији европских клубова као и на месту члана Уефиног извршног одбора, а свих дванаест клубова који су основали Суперлигу такође су напустили Асоцијацију.
Међу некадашњим професионалним фудбалерима, оштро против Суперлиге огласили су се Гари Невил, Рио Фердинанд, Џејми Карагер, Дени Марфи, Луис Фиго, Рој Кин, Драган Стојковић Пикси и други.
Навијачке групе шест највећих енглеских клубова такође су се оштро успротивиле том такмичењу, који су истакли да се осећају „изданим”.
Премијер Уједињеног Краљевства Борис Џонсон и председник Француске Емануел Макрон огласили су се поводом овог турнира којем су се такође успротивили.